# Rabdion
Genre
Rabdion est un genre de serpents de la famille des Colubridae.

## Répartition
Les deux espèces de ce genre sont endémiques de Sulawesi en Indonésie.

## Liste des espèces
Selon The Reptile Database (30 décembre 2015) :
- Rabdion forsteni Duméril, Bibron & Duméril, 1854
- Rabdion grovesi Amarasinghe, Vogel, Mcguire, Sidik, Supriatna & Ineich, 2015

## Publication originale
- Duméril, 1853 : Prodrome de la classification des reptiles ophidiens. Mémoires de l'Académie des sciences, Paris, vol. 23, p. 399-536 (texte intégral).